# Пустоваловы (купцы)
Пустоваловы — купеческая династия Рязанской губернии, принадлежавшая к числу наиболее значительных кожевенных заводчиков.
Пустоваловы появляются в списках рязанского купечества в конце XVIII века. Основоположником купеческой династии считают Ивана Сергеевича Пустовалова (1707-?). В его семье было 6 сыновей: Иван Большой (1731-?), Никита (1732-?), Пётр (1741-1750), Афанасий (1746-?), Ларион (1751-?) и Иван Меньшой (1753-?). В переписных книгах Касимова (1746), среди других фамилий упоминаются и Пустоваловы.  В 1750-х годах от отцовского семейства был отделён Иван Иванович Большой, который впоследствии, по свидетельству отца, “остался с детьми своими один, как в пропитании, так и во всём, имея немалую по возрасту их нужду, и …. последний пожиток издержал”. Никита Иванович без разрешения отца “сошёл со двора, во двор тёщи своей” (1754), за что был лишён отцом доли наследства.  В 1770-х годах семья состояла в мещанстве, а источником доходов была обработка кожевенного сырья — этим ремеслом Пустоваловы занимались издревле. В эти же годы, Иван Сергеевич разделил трёх младших сыновей, оставив себе Ивана Ивановича Меньшого, впоследствии унаследовавшего отцовскую усадьбу с садом и кожевенный завод.
В последней четверти XVIII века Пустоваловы состояла в мещанстве и купечестве и у большинства семей прослеживается предпринимательская деятельность. В материалах, собранных для составления обывательской книги Касимова (1788), упоминаются: Матвей Иванович, сын Ивана Ивановича Большого, он зарабатывал на жизнь услугами у разных господ, Никита Пустовалов, торговавший мёдом и разным товаром, Иван Меньшой, также торговал различными товарами, занимался выделкой кож и занимавшийся выделкой кожевенных изделий 3 гильдии купец Афанасий Пустовалов торговавший в Касимове и других местах кожами собственной выделки. В списке купечества (1787) упомянут 3 гильдии купец и кожевенный заводчик Ларион Пустовалов. В 3 купеческой гильдии (1799) состояли семьи: Афанасия, Лариона, Ивана и Матвея Пустоваловых.
Из 15 действовавших кожевенных заводов в Касимове (1810), три, в том числе 2 самых крупных, принадлежали купцам Пустоваловым.  Экономически самой сильной была семья Л.И. Пустовалова, который объявлял капитал 2 гильдии (1807-1812). Его дело унаследовал (1817) сын Козьма Ларионович, который являлся одним из ведущих касимовских кожевенных заводчиков. Двумя заводами владел И.И. Пустовалов. Впоследствии, производственной деятельностью занимались только сыновья Алексея Афанасьевича: Александр (1794-?), Василий (1796-?) и Алексей (1807-1840). Александр и Василий Пустоваловы постоянно были в числе заводчиков (1830-1860).
В последней четверти XIX- начале XX веков в купеческой гильдии состояли семьи двоюродных братьев: Николая Васильевича (1836-?) и Василия Александровича (1835-?) Пустоваловых. Семья Николая Васильевича Пустовалова была единственной семьёй, состоявшей в купечестве (до 1917).
В  Алфавитном указателе фамилий и фирм купцов, промышленников, торгово-промышленных обществ и товариществ Российской империи отмечены 11 представителей купеческого рода Пустоваловых (1899).